# 대한민국 형사소송법 제250조
대한민국 형사소송법 제250조는 2개 이상의 형과 시효기간에 대한 형사소송법의 조문이다.

## 조문
제250조(2개 이상의 형과 시효기간)2개 이상의 형을 병과하거나 2개 이상의 형에서 그 1개를 과할 범죄에는 중한 형에 의하여 전조의 규정을 적용한다.

第250條(2個 以上의 刑과 時效期間)2個 以上의 刑을 倂科하거나 2個 以上의 刑에서 그 1個를 科할 犯罪에는 重한 刑에 依하여 前條의 規定을 適用한다.

## 참고 문헌
- 손동권 신이철, 새로운 형사소송법(초판, 2013), 세창, 2013. ISBN 9788984114081